# Asnières-sur-Blour
Asnières-sur-Blour is een gemeente in het Franse departement Vienne (regio Nouvelle-Aquitaine) en telt 191 inwoners (1999). De plaats maakt deel uit van het arrondissement Montmorillon.
In 1904 werd de naam van de gemeente gewijzigd van Asnières in Asnières-sur-Blour.

## Geografie
De oppervlakte van Asnières-sur-Blour bedraagt 32,1 km², de bevolkingsdichtheid is 6,0 inwoners per km².
De onderstaande kaart toont de ligging van Asnières-sur-Blour met de belangrijkste infrastructuur en aangrenzende gemeenten.

## Demografie
Onderstaande figuur toont het verloop van het inwonertal (bron: INSEE-tellingen).